# Lachapelle-aux-Pots

Lachapelle-aux-Pots este o comună în departamentul Oise, Franța. În 1 ianuarie 2022 avea o populație de 1.534 de locuitori.